# Jens Henriksson
Jens Olof Henriksson, född 11 januari 1967 i Lund, är en svensk civilingenjör och civilekonom. Han är sedan den 1 oktober 2019 vd och koncernchef för Swedbank. Från 1994 till 2006 arbetade Henriksson på Finansdepartementet under socialdemokratiskt ledda regeringar, bland annat som chefsekonom 1999–2002 och statssekreterare 2002–2006. Han var börschef och vd för Stockholmsbörsen 2010–2013 och vd för Folksam 2013–2019. 

## Biografi
Jens Henriksson är medlem i styrelsen för Svenska Bankföreningen, Europeiska Sparbanksföreningen, International Chamber of Commerce Sweden, Ekonomihögskolan vid Lunds universitet, Nordic CEOs for Sustainability, SNS Centre for Business and Policy Studies, Stockholms handelskammare, samt The Polhem Award Council.
Hans ledarskap beskrevs av tidningen Chef som: "Med fast hand, skarp hjärna och hård hud navigerar Jens Henriksson, chef för Stockholmsbörsen, med ett rasande tempo i den finansiella turbulensen".
Han var under några månader chef för bankrelationer på Swedbank efter att ha kommit tillbaka till Sverige efter tre år i USA – först som svensk exekutivdirektör och styrelseledamot på Internationella valutafonden i Washington, D.C. och därefter som rådgivare på Nasdaq i Rockville.
Under hans tid på valutafonden genomfördes ett omfattande omstruktureringsprogram. Den finansiella krisen fick stora konsekvenser i två medlemsländer i den valkrets som Henriksson representerade, Island och Lettland. Bägge tvingade söka finansiell assistans. Hans uppdrag var att bistå i deras omställningsprogram, samt att tillvarata såväl de enskilda ländernas som IMF:s och grannländernas intressen.
Innan dess var Jens Henriksson Senior Policy Fellow på Bruegel där han skrev boken "Ten Lessons About Budget Consolidation".
Under åren 1994 till 2006 arbetade Henriksson på Finansdepartementet. Åren 1994–1998 var han politiskt sakkunnig, 1998–2002 var han planeringschef och 2002–2006 statssekreterare. Under sin tid som statssekreterare var han medlem i Ekonomiska och finansiella kommittén, WP3 i Organisationen för ekonomiskt samarbete och utveckling och Alternate Governor i Europeiska banken för återuppbyggnad och utveckling och Internationella valutafonden.
Han har tidigare suttit i styrelsen för bland annat Alka Forsikring och Svenska Spel. Han har varit kolumnist i Fokus, Svenska Dagbladet och Arbetet.
Henriksson är utbildad civilingenjör i elektroteknik med inriktning på reglerteknik, därutöver har han avlagt civilekonomexamen vid Lunds universitet. År 2012 blev han fil. lic. i nationalekonomi på Stockholms universitet om samspelet mellan finans- och penningpolitik. Hans handledare var professor John Hassler och opponent var professor Lars E.O. Svensson.
Henriksson är av Frankrikes president utnämnd till riddare av Nationalförtjänstorden. Han är hedersmedlem i Kalmar Nation vid Lunds universitet.